# Cocquerel

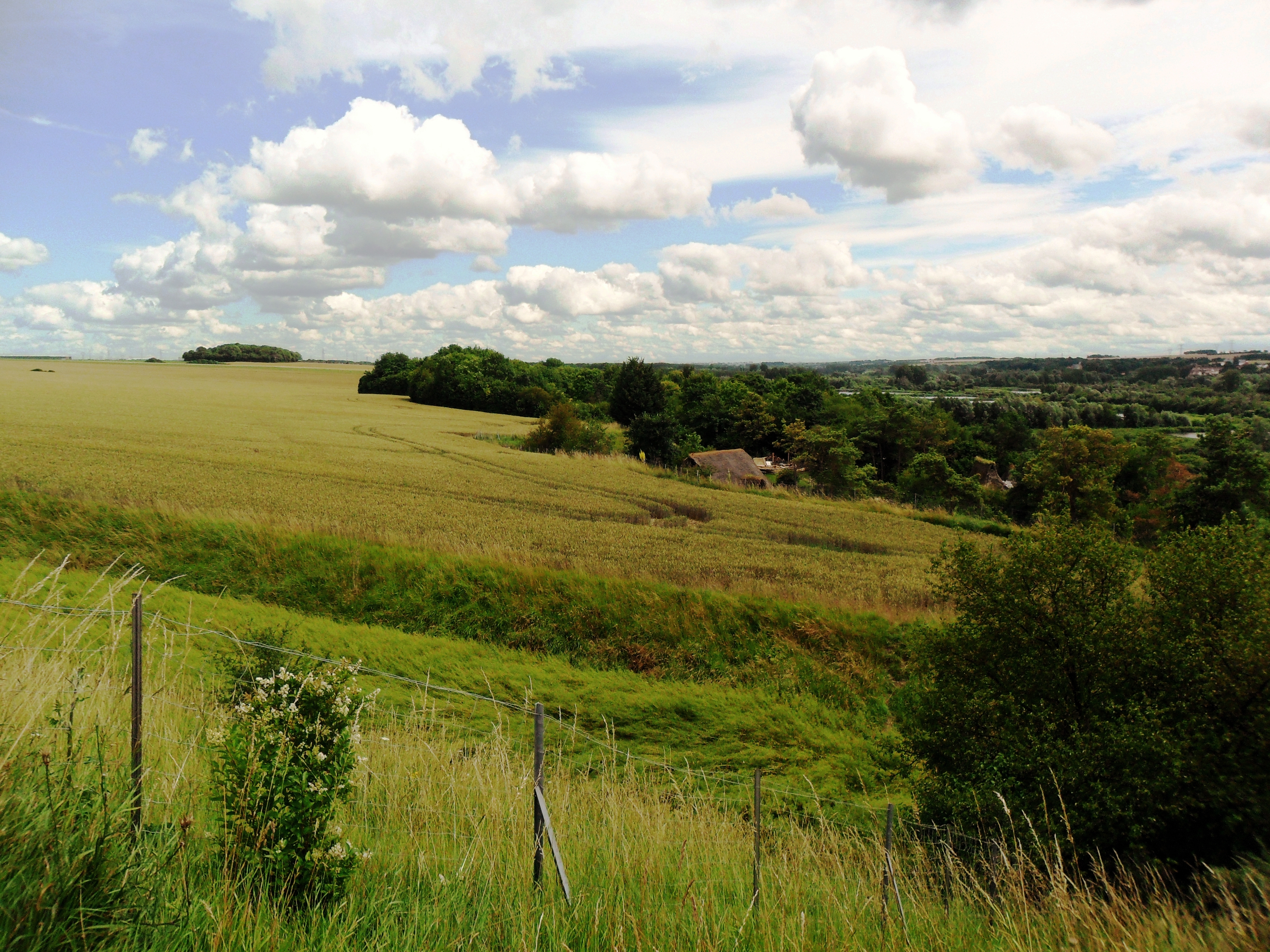
La vallée de la Somme, entre Pont-Remy et Cocquerel.

Cocquerel est une commune française située dans le département de la Somme en région Hauts-de-France.
La commune fait partie du parc naturel régional Baie de Somme - Picardie maritime et des villages labellisés Pays d'art et d'histoire qui œuvrent à mettre en avant leur patrimoine,.

## Géographie

### Localisation
Cocquerel est un village picard situé entre Ponthieu et Vimeu.
Limitrophe d'Ailly-le-Haut-Clocher, la commune est située à vol d'oiseau, à 5 km au nord-ouest de Longpré-les-Corps-Saints, 9 km au nord d'Airaines, 11 km au sud-est d'Abbeville et à 30 km au nord-ouest d'Amiens.
Le territoire de la commune est limitrophe de ceux de cinq communes.
Les communes limitrophes sont  Ailly-le-Haut-Clocher, Fontaine-sur-Somme, Francières, Long et Pont-Remy.

### Hydrographie

#### Réseau hydrographique
La commune est située dans le bassin Artois-Picardie. Elle est drainée par la Somme canalisée.
Le canal de la Somme, construit entre 1770 et 1827, et mis au gabarit Freycinet en 1880, est long 170 km. Il débute à Saint-Simon où il touche au canal de Saint-Quentin et débouche dans la baie de Somme.

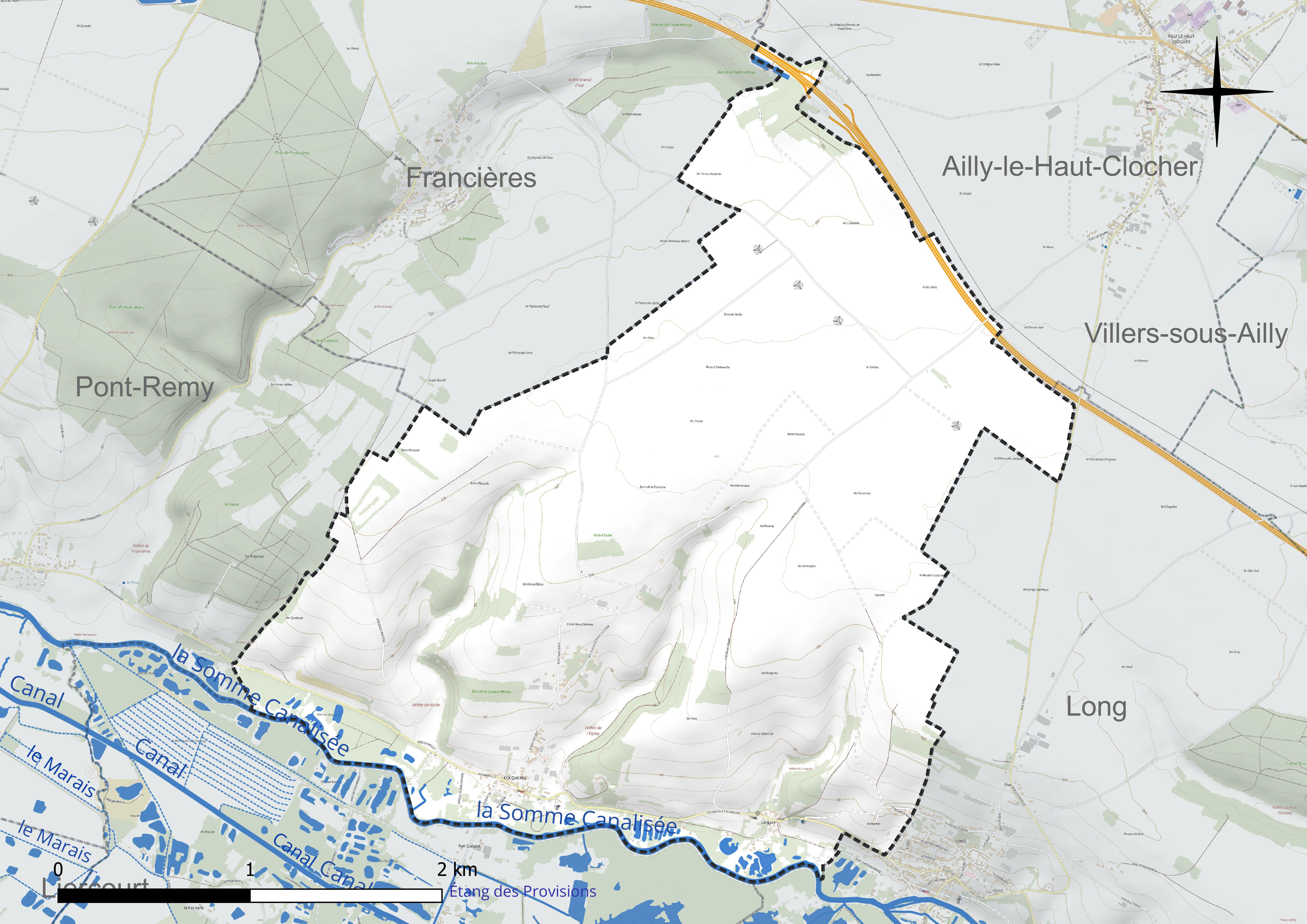
Réseau hydrographique de Cocquerel.

#### Gestion et qualité des eaux
Le territoire communal est couvert par le schéma d'aménagement et de gestion des eaux (SAGE) « Somme aval et Cours d'eau côtiers ». Ce document de planification concerne un territoire de 1 835 km2 de superficie, délimité par le bassin versant de la Somme canalisée. Le périmètre a été arrêté le 29 avril 2010 et le SAGE proprement dit a été approuvé le 6 août 2019. La structure porteuse de l'élaboration et de la mise en œuvre est le syndicat mixte d'aménagement hydraulique du bassin versant de la Somme (AMEVA).
La qualité des cours d'eau peut être consultée sur un site dédié géré par les agences de l'eau et l'Agence française pour la biodiversité.

### Climat
Pour des articles plus généraux, voir Climat des Hauts-de-France et Climat de la Somme.
En 2010, le climat de la commune est de type climat océanique altéré, selon une étude du CNRS s'appuyant sur une série de données couvrant la période 1971-2000. En 2020, Météo-France publie une typologie des climats de la France métropolitaine dans laquelle la commune est exposée à un climat océanique et est dans la région climatique Côtes de la Manche orientale, caractérisée par un faible ensoleillement (1 550 h/an) ; forte humidité de l'air (plus de 20 h/jour avec humidité relative > 80 % en hiver), vents forts fréquents.
Pour la période 1971-2000, la température annuelle moyenne est de 10,5 °C, avec une amplitude thermique annuelle de 12,8 °C. Le cumul annuel moyen de précipitations est de 743 mm, avec 11,7 jours de précipitations en janvier et 7,8 jours en juillet. Pour la période 1991-2020, la température moyenne annuelle observée sur la station météorologique la plus proche, située sur la commune d'Abbeville à 11 km à vol d'oiseau, est de 11,0 °C et le cumul annuel moyen de précipitations est de 806,2 mm,. Pour l'avenir, les paramètres climatiques de la commune estimés pour 2050 selon différents scénarios d'émission de gaz à effet de serre sont consultables sur un site dédié publié par Météo-France en novembre 2022.

## Urbanisme

### Typologie
Au 1er janvier 2024, Cocquerel est catégorisée commune rurale à habitat dispersé, selon la nouvelle grille communale de densité à sept niveaux définie par l'Insee en 2022.
Elle est située hors unité urbaine. Par ailleurs la commune fait partie de l'aire d'attraction d'Amiens, dont elle est une commune de la couronne,. Cette aire, qui regroupe 369 communes, est catégorisée dans les aires de 200 000 à moins de 700 000 habitants,.

### Occupation des sols
L'occupation des sols de la commune, telle qu'elle ressort de la base de données européenne d'occupation biophysique des sols Corine Land Cover (CLC), est marquée par l'importance des territoires agricoles (88,3 % en 2018), une proportion identique à celle de 1990 (88,3 %). La répartition détaillée en 2018 est la suivante : 
terres arables (64 %), prairies (19,5 %), forêts (8,5 %), zones agricoles hétérogènes (4,7 %), zones urbanisées (3,1 %). L'évolution de l'occupation des sols de la commune et de ses infrastructures peut être observée sur les différentes représentations cartographiques du territoire : la carte de Cassini (XVIIIe siècle), la carte d'état-major (1820-1866) et les cartes ou photos aériennes de l'IGN pour la période actuelle (1950 à aujourd'hui).

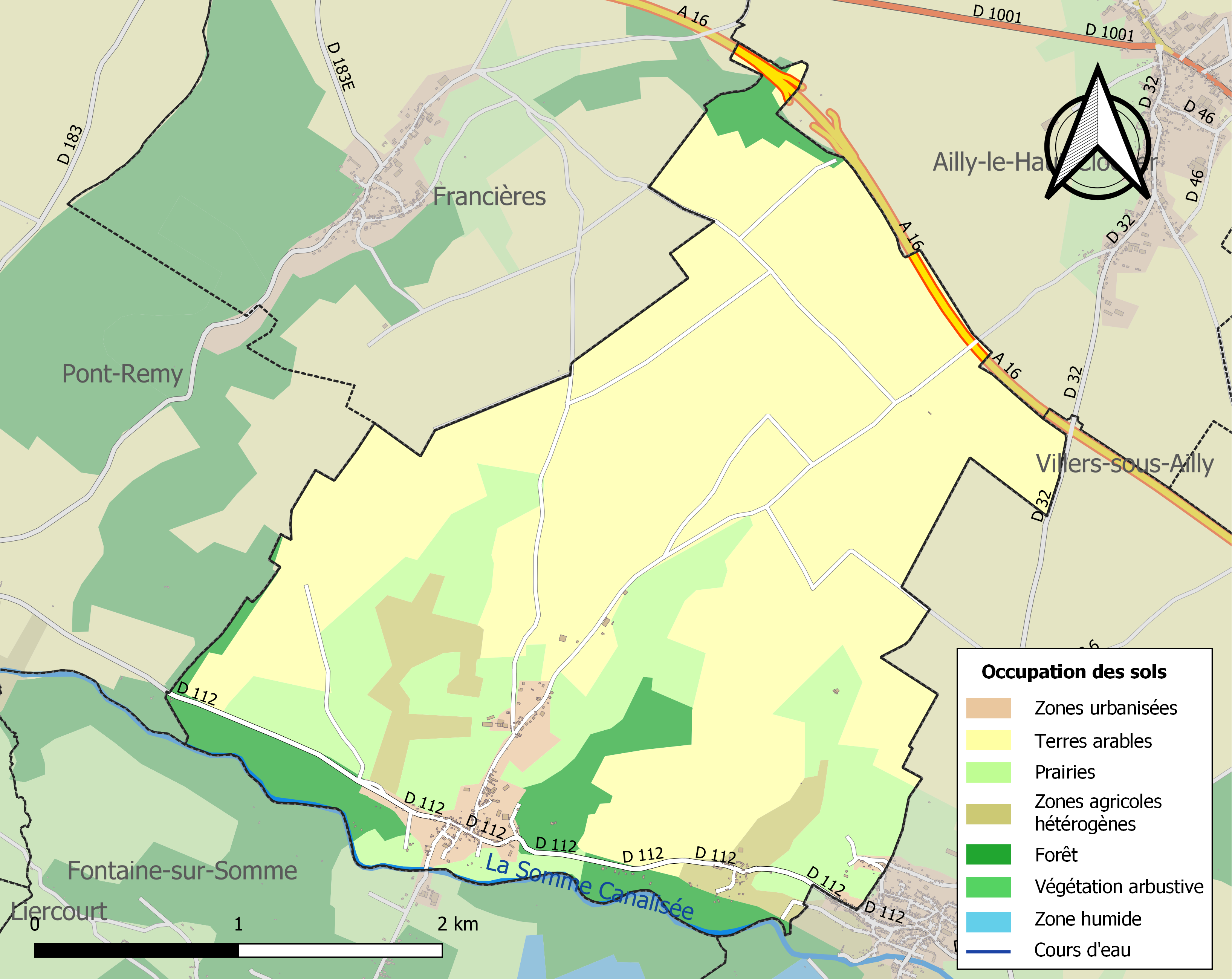
Carte des infrastructures et de l'occupation des sols de la commune en 2018 (CLC).

### Quartiers, hameaux, lieux-dits et écarts
- Longuet, situé à l'est, juste à mi-chemin sur la route de Long.
- Baillon-Haut et Baillon-Bas (lieux-dits de l'ancienne seigneurie qui appartint à la famille Papin, puis Mercher, sieurs de Baillon, puis par héritage, aux Foublin, puis aux Gaudefroy, qui possèdent encore Baillon-bas.).

### Voies de communication et transports
Cocquerel est accessible par l'ancienne route nationale 1 (actuelle RD 1001) et l'autoroute A16.
La localité est desservie par les lignes de bus du réseau Trans'80 (axe Abbeville - Airaines, ligne no 19), chaque jour de la semaine, sauf le dimanche et les jours fériés.

## Toponymie
Le nom de la localité est attesté sous les formes Cokerellum (1050.) ; Cocherellum (1109.) ; Cocquerel (1138.) ; Chocherel (1155.) ; Coquerel (1192.) ; Kokerel (1208.) ; Quoquerel (1293.) ; Coqrel (1293.) ; Cokerel (1301.) ; Cocqueril (1608.) ; Coquerelle (1638.) ; Coeucrelle (1657.) ; Cocquerelle (1756.) ; Cocqueret (1763.).
Rencontré en Picardie, c'est peut-être un diminutif de coq (jeune coq) ou un sobriquet désignant un jeune homme, beau parleur, vaniteux, prétentieux, ou encore un coureur de jupons. Mais on pensera surtout à un toponyme, avec le sens de moulin ; « nom fréquent de moulins, faisant allusion au bruit ressemblant à celui du coq ».

## Politique et administration

### Rattachements administratifs et électoraux
La commune se trouve dans l'arrondissement d'Abbeville du département de la Somme. Pour l'élection des députés, elle fait partie depuis 1958 de la quatrième circonscription de la Somme.
Elle faisait partie depuis 1793 du canton d'Ailly-le-Haut-Clocher. Dans le cadre du redécoupage cantonal de 2014 en France, la commune intègre le canton de Rue, dont elle est désormais membre.

### Intercommunalité
La commune était membre de la communauté de communes du Haut-Clocher, créée fin 1999 et qui succédait à un SIVOM créé en 1970.
Dans le cadre des dispositions de la loi portant nouvelle organisation territoriale de la République du 7 août 2015, qui prévoit que les établissements publics de coopération intercommunale (EPCI) à fiscalité propre doivent avoir un minimum de 15 000 habitants, la préfète de la Somme propose en octobre 2015 un projet de nouveau schéma départemental de coopération intercommunale (SDCI) qui prévoit la réduction de 28 à 16 du nombre des intercommunalités à fiscalité propre du Département.
Ce projet prévoit la « fusion des communautés de communes Authie-Maye, de Nouvion et du Haut-Clocher », le nouvel ensemble de 33 400 habitants regroupant 71 communes,, retrouvant ainsi les limites de l'ancien syndicat du Ponthieu-Marquenterre.
Ces intercommunalités fusionnent le 1er janvier 2017 pour créer la communauté de communes Ponthieu-Marquenterre, dont la commune est désormais membre.

### Liste des maires
| Période                                  | Période                      | Identité                    | Étiquette | Qualité                                                    |
| ---------------------------------------- | ---------------------------- | --------------------------- | --------- | ---------------------------------------------------------- |
| Les données manquantes sont à compléter. |                              |                             |           |                                                            |
|                                          | 1903                         | Comte Jules Le Mesre de Pas |           | Décédé en fonction                                         |
| Les données manquantes sont à compléter. |                              |                             |           |                                                            |
|                                          | 1940                         | Vicomte Jean de Robien      |           | Propriétaire-Cultivateur et industriel Gendre du précédent |
| 1959                                     | 1995                         | Pierre de Robien            |           | Fils du précédent Chevalier de la Légion d'honneur         |
| mars 1995                                | En cours (au 8 octobre 2020) | Maurice Crépin              | EXD       | Agriculteur retraité Réélu pour le mandat 2014-2020,       |

### Distinctions et labels
En novembre 2019, le village obtient le prix d'honneur, le prix spécial du jardinier et le prix de la première participation au concours des villes et villages fleuris,.

## Population et société

### Démographie
L'évolution du nombre d'habitants est connue à travers les recensements de la population effectués dans la commune depuis 1793. Pour les communes de moins de 10 000 habitants, une enquête de recensement portant sur toute la population est réalisée tous les cinq ans, les populations de référence des années intermédiaires étant quant à elles estimées par interpolation ou extrapolation. Pour la commune, le premier recensement exhaustif entrant dans le cadre du nouveau dispositif a été réalisé en 2007.

En 2022, la commune comptait 219 habitants, en évolution de −5,6 % par rapport à 2016 (Somme : −1,26 %, France hors Mayotte : +2,11 %).
| 1793 | 1800 | 1806 | 1821 | 1831 | 1836 | 1841 | 1846 | 1851 |
| ---- | ---- | ---- | ---- | ---- | ---- | ---- | ---- | ---- |
| 473  | 516  | 538  | 496  | 493  | 495  | 459  | 442  | 424  |

| 1856 | 1861 | 1866 | 1872 | 1876 | 1881 | 1886 | 1891 | 1896 |
| ---- | ---- | ---- | ---- | ---- | ---- | ---- | ---- | ---- |
| 417  | 420  | 412  | 380  | 343  | 310  | 286  | 255  | 237  |

| 1901 | 1906 | 1911 | 1921 | 1926 | 1931 | 1936 | 1946 | 1954 |
| ---- | ---- | ---- | ---- | ---- | ---- | ---- | ---- | ---- |
| 244  | 233  | 205  | 188  | 193  | 188  | 187  | 163  | 177  |

| 1962 | 1968 | 1975 | 1982 | 1990 | 1999 | 2006 | 2007 | 2012 |
| ---- | ---- | ---- | ---- | ---- | ---- | ---- | ---- | ---- |
| 151  | 138  | 117  | 114  | 141  | 172  | 199  | 202  | 226  |

| 2017 | 2022 | - | - | - | - | - | - | - |
| ---- | ---- | - | - | - | - | - | - | - |
| 229  | 219  | - | - | - | - | - | - | - |

### Enseignement
La communauté de communes du Haut-Clocher a construit l'école intercommunale Robert-Mallet à Pont-Remy. Cette entité accueille, entre autres, les enfants d'âge scolaire primaire de la localité.

## Culture locale et patrimoine

### Lieux et monuments
- 'Église Saint-Martin de Coquerel du XVIe siècle[44],[45],[46]. 
La nef basse, précédée d'un clocher dentelé, est prolongée par un chœur plus élevé. La voûte en charpente est décorée de blochets sculptés de figures de saints.

- Château[47],[48],[49] détruit en 1940 et remplacé par une grande demeure en pierre. Corps de dépendances du XIXe siècle.

- Chapelle Saint Julien l'Hospitalier, construite en pierre locale et surmontée d'un campenard, au hameau de Longuet[50]. Le vitrail installé en 1939 parle de la vie du saint. Des travaux de réparation sont effectués en 1998[51].
- Château du XIXe siècle, au hameau de Longuet.
- Les vestiges d'un moulin à vent, déjà présent au XVIIIe siècle et que l'on désignait sous le nom de Moulin Marcel, ont été découverts en 2019 lors du creusement d'une mare[52],[53].

- Chapelle Saint-Christophe, datée du XIXe siècle, dans le parc du château de Cocquerel[51]
- Monument aux morts pour la patrie dans le cimetière.

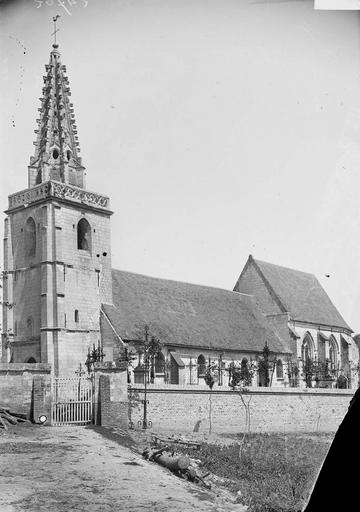
L'église Saint-Martin de Coquerel en 1914.
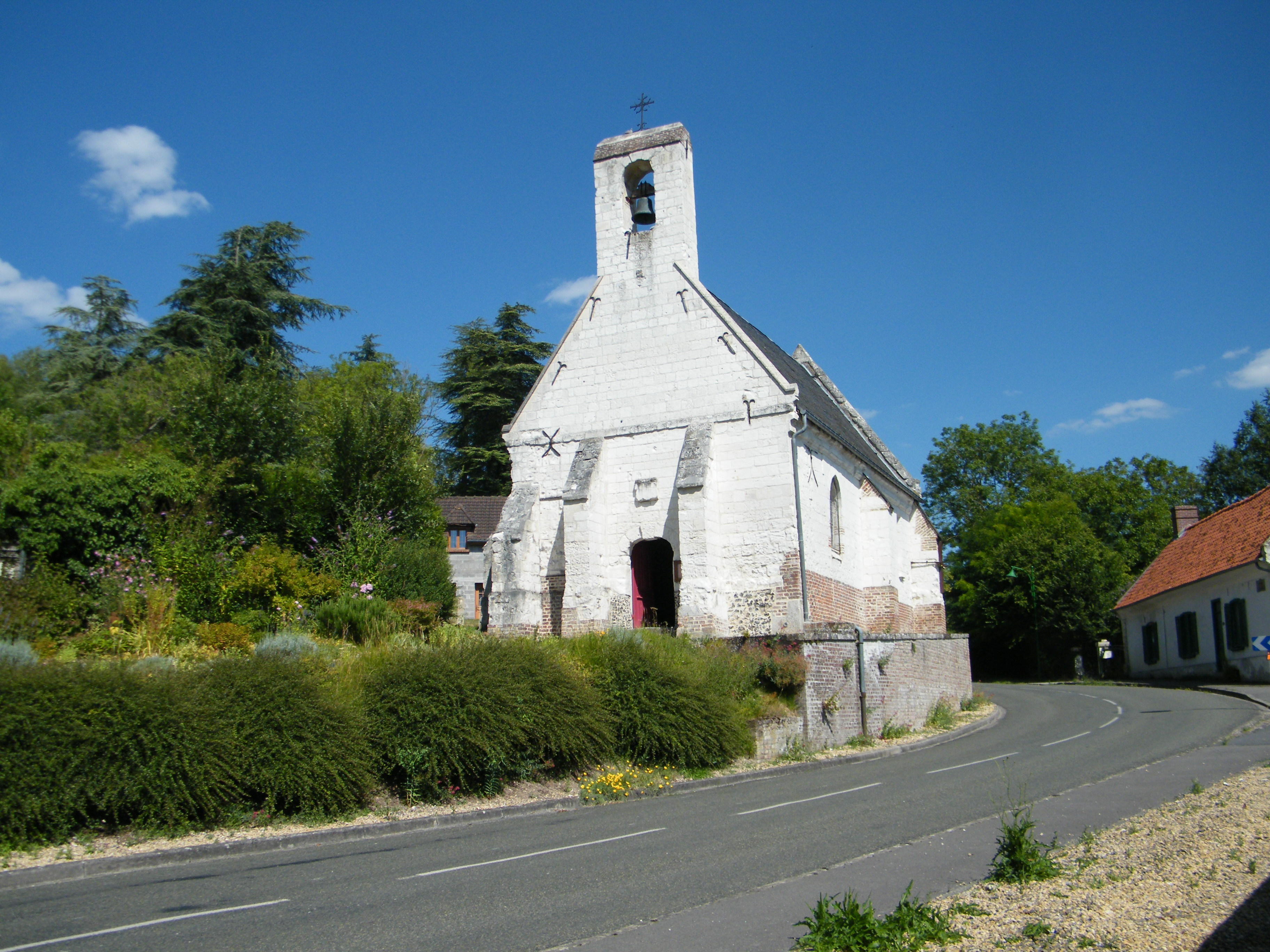
Chapelle Saint-Julien à Longuet.
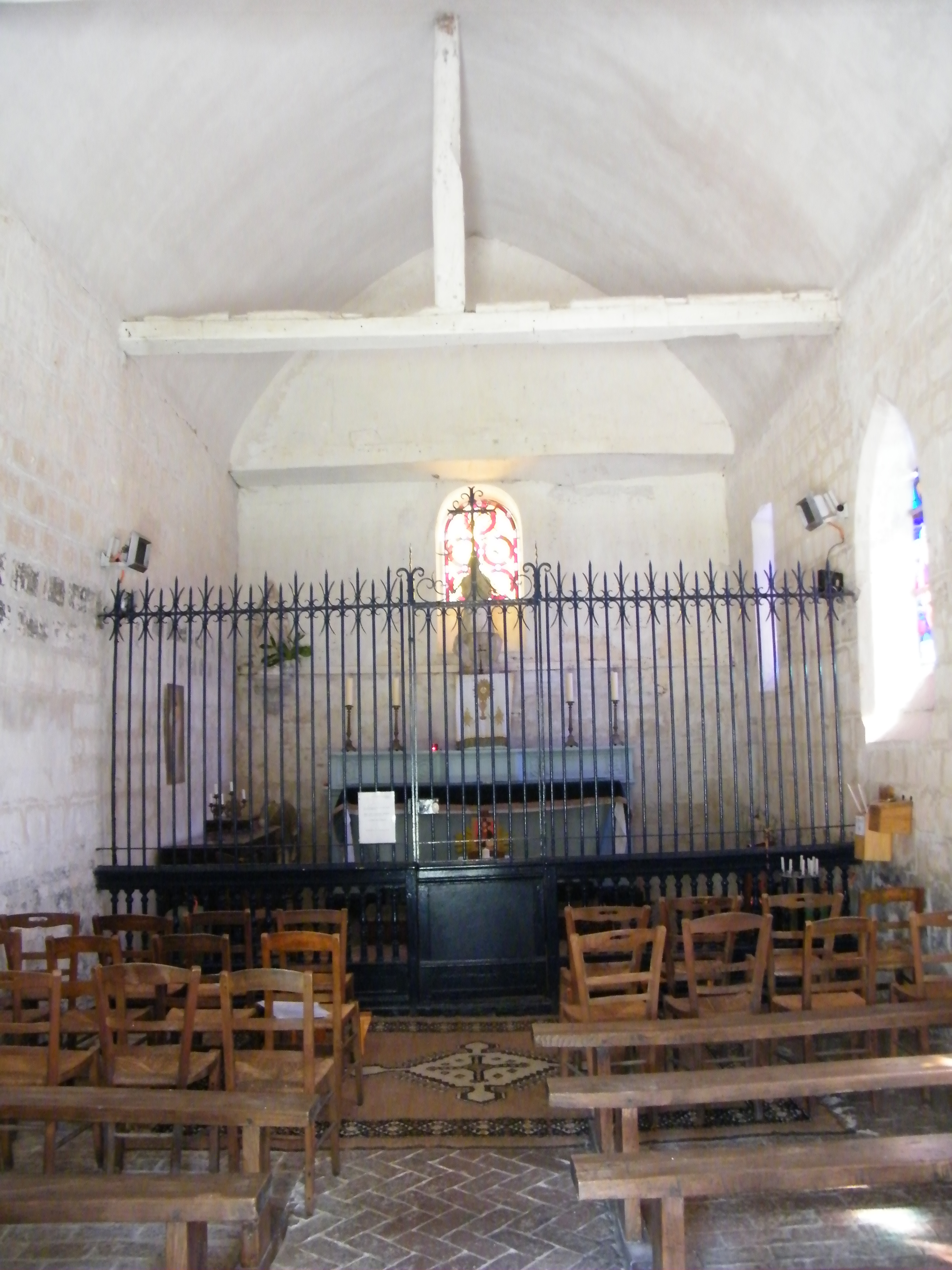
Intérieur de la chapelle Saint-Julien
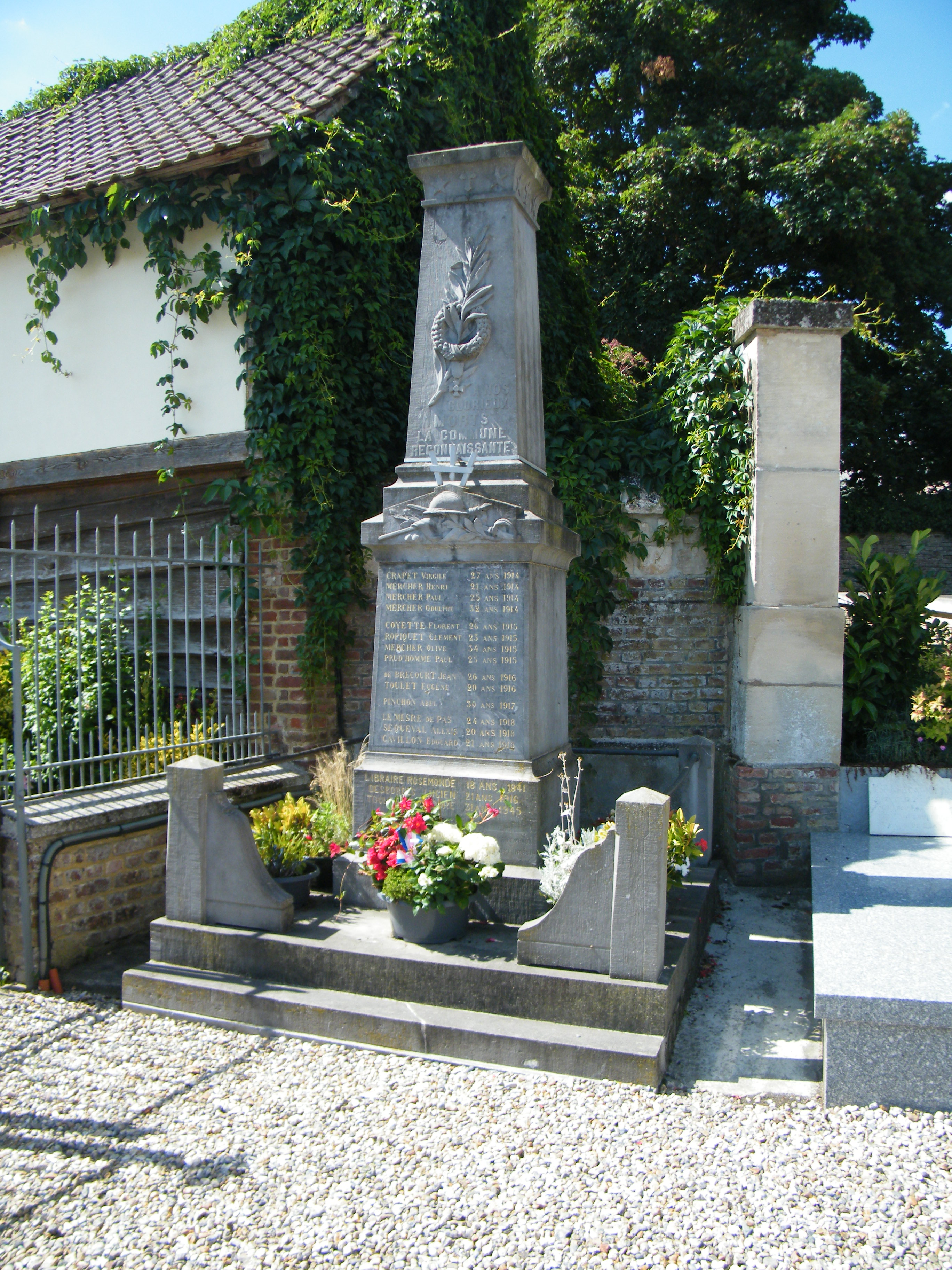
Monument aux morts.
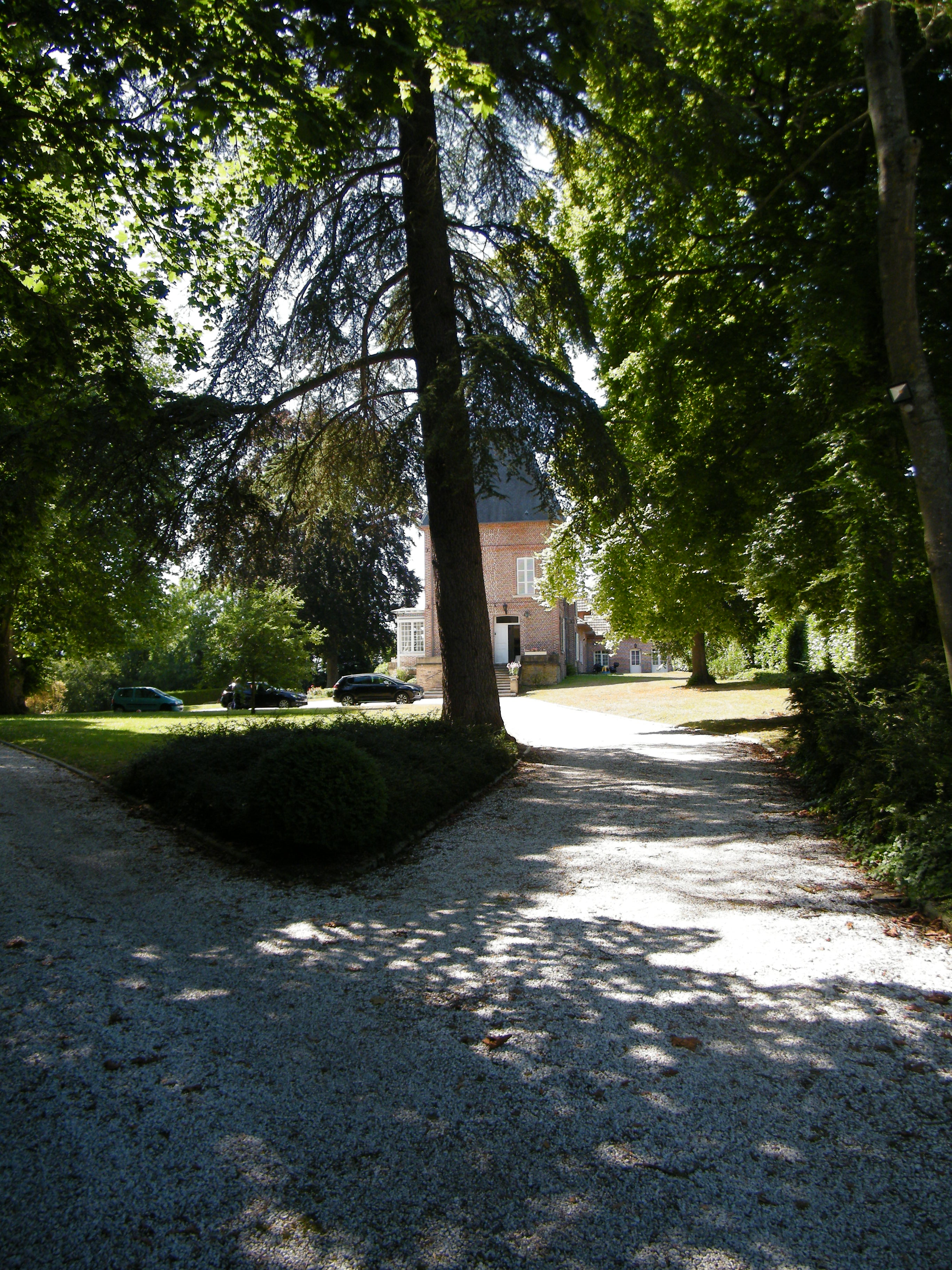
Le château de Longuet

### Personnalités liées à la commune
- Marguerite Papin (Cocquerel 16/4/1636, décédée à La Motte en Santerre le 17/2/1716), dame de Baillon. Descendante de Binet Papin qui fut à Azincourt. Fille de André Papin, seigneur de Baillon (à Cocquerel), et de Marie Lentulle. Elle fut mariée à Jean Mercher dont la famille hérita la seigneurie de Baillon[réf. nécessaire].
- Aux XIIIe et XIVe siècles, la famille de Cocquerel, originaire du village, donnera des maires à la ville d'Amiens[54].
- Gilles de Robien, vicomte, (1941-    ), ancien ministre et député de la Somme, maire d'Amiens, né à Cocquerel en 1941, fils de Jean de Robien, maire de la commune jusqu'en 1940.

- Jean-Louis Guyard de Saint-Clair (né à Avenelles-Omméel 22/12/1734, mort le 2/9/1792 Paris), chanoine de Noyon fut curé de Cocquerel[réf. nécessaire]. 
Il est l'un des 21 martyrs de l'abbaye de Saint-Germain-des-Prés et a été béatifié par le pape Pie XI le 17 octobre 1926[55],[56].

- Rosemonde Libraire (1923-1941), née à Cocquerel, résistante française, Médaille Commémorative de la Guerre et de la Résistance (Belgique, 1946), reconnue « Morte pour la France » en 2013. Une plaque souvenir honore sa mémoire sur le monument aux morts de la commune[57].

### Héraldique
| Blason de Cocquerel | Blason  | D'azur à trois coqs hardis d'argent. Le blason est adopté en 1989 par le conseil municipal. |
| Blason de Cocquerel | Détails | Le statut officiel du blason reste à déterminer.                                            |